# Рудничний сільський округ
Ру́дничний сільський округ (каз. Рудничный ауылдық округі, рос. Рудничный сельский округ) — адміністративна одиниця у складі Текелійської міської адміністрації Жетисуської області Казахстану. Адміністративний центр — село Рудничний.
Населення — 1016 осіб (2021; 1060 у 2009, 1219 у 1999, 1759 у 1989).
Станом на 1989 рік існувала Руднична селищна рада (смт Рудничний), до 2013 року округ мав статус селищної адміністрації.